# Territorio dipendente dal patriarcato
Territorio dipendente dal patriarcato nel diritto canonico delle Chiese cattoliche di rito orientale è il termine usato per indicare le circoscrizioni territoriali ecclesiastiche che vengono considerate "dipendenza diretta" da uno dei patriarchi orientali, il quale esercita la giurisdizione tramite un collaboratore.

## Tipologie
Due sono i tipi di territorio che dipendono direttamente da un patriarca orientale. Vi sono territori non costituiti in circoscrizione ecclesiastica, retti da un protosincello (ossia un vicario generale), e gli esarcati patriarcali, figura molto simile agli esarcati apostolici, ma con una autonomia minore, in quanto solo il Patriarca viene a essere considerato vescovo diocesano, e pertanto solo lui può accogliere nella sua diocesi nuovi sacerdoti, lasciarli andare o permettere il trasferimento.
Sia i protosincelli che gli esarchi patriarcali sono di nomina patriarcale.

## Territori non costituiti in circoscrizione ecclesiastica
L'Annuario pontificio enumera come "territori non costituiti in circoscrizione ecclesiastica" solo quelli retti da un protosincello: essi sono cinque.
- Dipendenti dal patriarcato di Antiochia dei Melchiti:
  - Egitto, Sudan e Sud Sudan, eretto nel 1997, ha sede al Cairo; vicario patriarcale è il vescovo Jean-Marie Chami, vescovo titolare di Tarso dei Greco-Melchiti; comprende 14 parrocchie per un totale di 6.310 battezzati; vi operano 12 sacerdoti diocesani, 2 diaconi permanenti e 11 religiose;
  - Gerusalemme, eretto nel 1997; protosincello è l'arcieparca Yasser Ayyash, arcieparca emerito di Petra e Filadelfia; comprende 7 parrocchie per un totale di 3.900 battezzati; vi operano 12 sacerdoti (7 diocesani e 5 religiosi), 5 diaconi permanenti e 10 religiose.
- Dipendente dal patriarcato di Antiochia dei Siri:
  - Sudan e Sudan del Sud, eretto nel 1997; la carica di protosincello è vacante; i cattolici censiti sono 40.
- Dipendenti dal patriarcato di Baghdad dei Caldei:
  - Gerusalemme, eretto nel 1997; protosincello è il presbitero Paul Collin;[5]
  - Giordania, eretto nel 2004, ha sede ad Amman; protosincello è il presbitero Zaid Habbaba; comprende una sola parrocchia con 2.500 cattolici.

Su questi territori è applicato il principio sancito dal canone 101 del Codice dei canoni delle Chiese orientali: «Il Patriarca nella propria eparchia, nei monasteri stauropegiaci, come pure nei luoghi dove non è eretta né un'eparchia né un esarcato, ha gli stessi diritti e doveri del Vescovo eparchiale».